# Čaková
Čaková är en ort i Tjeckien. Den ligger i den östra delen av landet, 220 km öster om huvudstaden Prag. Čaková ligger 477 meter över havet och antalet invånare är 300.
Terrängen runt Čaková är kuperad norrut, men söderut är den platt. Runt Čaková är det ganska glesbefolkat, med 34 invånare per kvadratkilometer. Närmaste större samhälle är Krnov, 11,9 km öster om Čaková. Omgivningarna runt Čaková är en mosaik av jordbruksmark och naturlig växtlighet.